# Behind Those Eyes
«Behind Those Eyes» es una canción de la banda de rock alternativo estadonidense 3 Doors Down, lanzado a través de Universal Records el 4 de abril de 2005 como el segundo sencillo de su tercer álbum de estudio Seventeen Days (2005). La canción alcanzó el puesto número 12 en la lista de Billboard Mainstream Rock de los Estados Unidos y el número 25 en la lista de Billboard Modern Rock Tracks. La canción fue uno de los temas de WrestleMania 21 de la WWE.

## Posicionamiento en lista
| Lista (2005)                         | Posición |
| ------------------------------------ | -------- |
| Estados Unidos (Alternative Airplay) | 25       |
| Estados Unidos (Mainstream Rock)     | 12       |